# Selinum spinulifolia
Selinum spinulifolia är en flockblommig växtart som beskrevs av Jonathan S. Stokes. Selinum spinulifolia ingår i släktet krusfrön, och familjen flockblommiga växter. Inga underarter finns listade i Catalogue of Life.